# Alfred Delp
Alfred Friedrich Delp (Manheim, 15 september 1907 – Berlijn, 2 februari 1945) was een Duitse rooms-katholieke priester en filosoof. In de Tweede Wereldoorlog was Delp betrokken bij de Kreisauer Kreis, een verzetsgroep die samenzwoer tegen het beleid van Adolf Hitler en nazi-Duitsland. Na de aanslag op Adolf Hitler op 20 juli 1944 werd Delp gearresteerd en een half jaar later geëxecuteerd.

## Levensloop
Delp werd geboren als zoon van de protestantse Johann Adam Friedrich Delp en zijn vrouw, de rooms-katholieke Maria Bernauer. Hij werd in de rooms-katholieke kerk gedoopt, maar bezocht een protestantse basisschool en deed in 1921 belijdenis in de lutherse kerk. Na een ruzie met een lutherse pastoor stond Delp erop dat hij de Eerste communie en het vormsel mocht ontvangen in de rooms-katholieke kerk. Een katholieke pastoor herkende Delps intelligentie en zorgde ervoor dat hij kon doorsturen. Mede als gevolg van zijn opvoeding zou Delp later een warm pleitbezorger worden voor betere relaties tussen de verschillende kerken.
In zijn jonge jaren was Delp zeer actief binnen de de katholieke jeugdorganisatie Jugendbund Neudeutschland. Na het afronden van zijn abitur in 1926 voegde Delp zich bij Jezuïeten. Hij studeerde eerst filosofie in Pullach. Vervolgens werkte hij drie jaar als prefect en sportleraar aan het Stella Matutina Kolleg in het Oostenrijkse Feldkirch. In Oostenrijk maakte Delp de exodus mee van nagenoeg alle Duitse studenten. Het Duitse nazi-regime wilde de Oostenrijkse economie verzwakken en stelde, om toerisme te ontmoedigen, een boete in van honderd mark voor iedere Duitser die naar Oostenrijk reisde.
De Jezuïeten openden daarom het gymnasium Kolleg St. Blasien in het Zwarte Woud voor zo'n driehonderd Duitse studenten. Delp was een van de docenten. Na zijn vertrek uit St. Blasien maakte Delp zijn theologieopleiding af in het Nederlandse Valkenburg (1934-1936) en Frankfurt (1936-1937).
Delp werd in 1937 ingezegend als priester en woonde in München. Hij wilde graag promoveren in de filosofie aan de Universiteit van München, maar vanwege politieke redenen werd hem dat ontzegd. Hij schreef van 1939 tot het verboden werd in april 1941 voor het Jezuïeten-tijdschrift Stimmen der Zeit. Als priester hielp hij Joden die naar Zwitserland wilden ontsnappen.
Delps' opziener Augustin Rösch was betrokken bij het verzet en introduceerde hem in 1942 bij de Kreisauer Kreis, een verzetsgroep georganiseerd rondom Helmuth James von Moltke die nadacht over de nieuwe sociale ordening na de val van het Derde Rijk. Delp onderwees in de sociale leer van de Rooms-Katholieke Kerk en legde de contacten tussen Moltke en de aartsbisschop van Berlijn Konrad von Preysing en de bisschop van Fulda Johannes Dietz.
Na de mislukte aanslag op Adolf Hitler op 20 juli 1944 werden tegenstanders van het nazi-regime massaal opgepakt. Delps arrestatie vond op 28 juli plaats in München, hoewel hij niet direct betrokken was bij de aanslag op Hitler. Delp zat vast in de Tegelgevangenis, droeg daar in het geheim de mis op en smokkelde brieven naar buiten. De Gestapo bood Delp zijn vrijheid als hij zou uittreden bij de Jezuïeten, maar Delp weigerde dat. Net als alle andere gevangenen die in verband gebracht werden met de aanslag van 20 juli droeg Delp dag en nacht handboeien. Op 8 december 1944 kreeg hij bezoek van medejezuïeten en legde daar zijn laatste geloften aan de orde af. Delp schreef daarover: "Het was te veel, wat een vervulling, ik heb er zo veel voor gebeden, ik heb mijn leven weggegeven. Mijn ketenen zijn nu zonder enige betekenis, omdat God mij waardig heeft bevonden voor de 'Vincula amoris' (ketenen van liefde)”.
Delp stond van 9 tot 11 januari terecht voor het Volksgerichtshof van Roland Freisler, samen met Von Moltke, Franz Sperr en Eugen Gerstenmaier. De aanklacht dat Delp betrokken was bij de aanslag tegen Hitler werd ingetrokken, maar zijn betrokkenheid bij de Kreisauer Kreis was genoeg voor het hof om de doodstraf uit te spreken. Op 2 februari 1945 volgde de voltrekking van het vonnis door ophanging in de Plötzensee-gevangenis. Delps lichaam werd gecremeerd en de as op een onbekende locatie verspreid.

## Postuum
Door heel Duitsland zijn scholen, straten en een kazerne naar Delp vernoemd. In 1958 verscheen op basis van brieven een aantekeningen die uit de gevangenis waren gesmokkeld Delps boek met de titel Im Angesicht des Todes. Vanwege de periode waarin het geschreven is bevat het veel aantekeningen over advent en Kerstmis.
- Bibsys: 90331351
- Biblioteca Nacional de España: XX1248403
- Bibliothèque nationale de France: cb112527979 (data)
- CiNii: DA07295616
- Gemeinsame Normdatei: 118524607
- International Standard Name Identifier: 0000 0001 0877 6813
- Library of Congress Control Number: n83031800
- Bibliotheek van het Japanse parlement: 00539729
- Nationale Bibliotheek van Tsjechië: ola2002105211
- Nationale bibliotheek van Australië: 35257834
- Nationale Bibliotheek van Israël: 987007275012105171
- Nationale Bibliotheek van Polen: a0000002401629
- Nationale en Universitaire bibliotheek Zagreb: 000567622
- Nederlandse Thesaurus van Auteursnamen: 069446865
- Istituto Centrale per il Catalogo Unico: TO0V279440
- Système universitaire de documentation: 082302634
- Trove: 885411
- Virtual International Authority File: 22135464
- WorldCat: E39PBJy4fdqWVwcgYhHRmMxhpP